# رود لون
رود لون رودی است به Morecambe Bay می‌ریزد. این رود از کشور بریتانیا می‌گذرد. طول آن ۱۳ کیلومتر (۸٫۱ مایل) است.